# Kalle Granath
Kalle Granath (* 12. April 1975) ist ein schwedischer Fußballtrainer und ehemaliger Spieler.
Granath war in den Saisons 2010 und 2011 Cheftrainer beim Västerås SK (VSK) und führte die Mannschaft mit dem Aufstieg in die Superettan nach fünf Jahren Abstinenz wieder in den Profifußball. Granaths Assistenztrainer war der noch aktive Mittelfeldspieler Stefan Bärlin, der auch ein enger (Jugend-)Freund Granaths ist und über Jahre mit ihm zusammenspielte.
Bevor Granath Cheftrainer wurde, war er eine Saison lang Assistenztrainer von Hans „Hansken“ Johansson beim VSK und war seit 2006 zudem als Nachwuchstrainer im Verein aktiv. Drei Jahre hintereinander führte er seinen Jahrgang ins schwedische Meisterschaftsfinale. 
 Bis zu seiner Berufung als Cheftrainer beim Västerås SK war der begeisterte Fliegenträger Kalle Granath hauptberuflich Lehrer für Mathematik und Physik an der Skiljeboskolan in Västerås. Am 23. Juni 2011 wurde Granath entlassen, nachdem das Team aus 13 Spielen nur neun Punkte mitnahm und die letzten vier Spiele verloren wurden. Sein Nachfolger wurde Erik Acar, der bis dahin die Damenmannschaft von Gideonsbergs IF trainierte.

 
Als Spieler schaffte Granath es mit Östers IF aus Växjö bis in die erste schwedische Liga (Allsvenskan). Auch für Enköpings SK schnürte der langjährige VSK-Spieler seine Fußballstiefel.

## Erfolge als Trainer
Västerås SK:
- Aufstieg in die Superettan 2010